# Avro 547
Die Avro 547 war ein als Dreidecker ausgelegtes einmotoriges Verkehrsflugzeug des britischen Herstellers A.V.Roe & Company aus den 1920er-Jahren. Es hatte eine geschlossene Passagierkabine für vier Personen und ein offenes Pilotencockpit. Aufgrund seiner schlechten Flugleistungen fand nur eines der beiden gebauten Exemplare einen Käufer.

## Geschichte
Obwohl eine grundsätzliche Neuentwicklung, wurden bei der Avro 547 viele Komponenten des erfolgreichen Modells Avro 504 verwendet, so die Tragflächen und die Verbindungsholme, das Fahrwerk und die Leitwerke. Der Jungfernflug der ersten 547 fand im Februar 1920 statt. Testflüge im Frühjahr 1920 ergaben ähnliche Flugeigenschaften wie die der Avro 504K.
Auf Grund einer Ausschreibung des britischen Luftfahrtministeriums für ein leichtes kommerzielles Flugzeug erfolgte im Juni 1920 der Bau einer zweiten Maschine, ausgestattet mit einem 240-hp-Siddeley-Puma-Motor. Durch die Vorgaben der Ausschreibung unterschied sich die zweite Maschine, als Avro 547A bezeichnet, durch mehr Fußraum für die Passagiere, gepolsterte Sitzbänke, Innenbeleuchtung und einen Durchgang zwischen Cockpit und Passagierkabine.
Eine Auftragsvergabe erfolgte jedoch nicht, da das Flugzeug zu instabil und zu langsam war. Zu allem Überfluss wurde bei einer harten Landung während des Wettbewerbs eine Fahrwerksstrebe beschädigt; etwa 15 Minuten später brach das komplette Fahrwerk der abgestellten Maschine. Die 547A absolvierte nach der Reparatur noch einige Testflüge und wurde im August 1921 demontiert.
Ungeachtet des schlechten Abschneidens der Schwestermaschine erwarb die australische Luftfahrtgesellschaft QANTAS im November 1920 die erstgebaute 547 für einen Kaufpreis von etwa 2800 englischen Pfund. QANTAS beabsichtigte einen Liniendienst zwischen den Städten Melbourne und Darwin, und die Avro 547 sollte den Abschnitt zwischen Charleville und Katherine übernehmen.
Bei den ersten Tests in Australien, zeigte sich, dass auch diese Maschine ein zu schwaches  Fahrwerk besaß; es wurde verstärkt und mit Gummistoßdämpfern versehen.
Die 547A konnte zwar den zweiten Platz beim Australian Aerial Derby 1922 erringen, es stellte sich jedoch heraus, dass die Maschine den harten Bedingungen in Australien nicht gewachsen war. So versagte die australische Luftfahrtbehörde dem Flugzeug die Zulassung als Linienmaschine. Darüber war die Chefetage bei QANTAS derart enttäuscht, so dass seitdem keinerlei Geschäfte zwischen dieser Luftfahrtgesellschaft und der Firma Avro mehr aufgenommen wurden.
Der Rumpf der 547A fand später ein unrühmliches Ende als Hühnerstall in Sydney.
Nach den schlechten Erfahrungen mit den ersten beiden Maschinen wurde eine bei Avro bereits begonnene dritte 547 nie fertiggestellt.

## Konstruktion
Die Avro 547 war ein zweistieliger, verspannter Dreidecker mit Tragflächen gleicher Tiefe. Die Tragflächen bestanden aus einer mit Stoff bespannten Holzkonstruktion. Der Rumpf war eine Holzkonstruktion, im vorderen Bereich mit Sperrholz beplankt, im Heckbereich mit Stoff bespannt. Das Fahrwerk bestand aus einem starren zweirädrigen Hauptfahrwerk und einem starren Hecksporn. Ein Exemplar erhielt später ein gefedertes Fahrwerk.
Angetrieben wurde die 547 von einem wassergekühlten 160-hp-Beardmore-Motor. Sie hatte auf jeder Tragfläche ein Querruder, die mittleren Flächen waren mit einer zusätzlichen Auftriebshilfe versehen.
Das hinter den Tragflächen angeordnete Pilotencockpit war nicht wie üblich zentral, sondern auf der linken Seite des Rumpfes, eigenartigerweise auf der gleichen Seite wie das die Sicht behindernde Auspuffrohr untergebracht. Die davor liegende Passagierkabine konnte vier Fluggäste aufnehmen, je zwei Personen saßen sich auf ungepolsterten Sitzbänken gegenüber. Bei ausgebauten Sitzbänken stand Raum für leichte Fracht oder Post zur Verfügung.

## Technische Daten

Avro 547

| Kenngröße             | Avro 547                       | Avro 547 A                         |
| --------------------- | ------------------------------ | ---------------------------------- |
| Besatzung             | 1 Pilot                        | 1 Pilot                            |
| Passagiere            | 4                              | 4                                  |
| Länge                 | 9,09 m                         | 9,09 m                             |
| Höhe                  | 4,39 m                         | 4,39 m                             |
| Spannweite            | 11,35 m                        | 11,35 m                            |
| Flügelfläche          | 46,30 m²                       | 46,30 m²                           |
| Leermasse             | 942 kg                         | 1116 kg                            |
| max. Startmasse       | 1361 kg                        | 1663 kg                            |
| Triebwerk             | ein Beardmore, 120 kW (162 PS) | ein Siddeley Puma, 179 kW (243 PS) |
| Höchstgeschwindigkeit | 154 km/h                       | 153 km/h                           |
| Reisegeschwindigkeit  | 134 km/h                       | 129 km/h                           |
| Steigrate             | 1525 m in 15 min               | 3050 m in 19 min                   |
| Reichweite            | 370 km                         | 450 km                             |